# Aleksander Rode
Aleksander Rode (ur. 10 grudnia 1907 w Łodzi, zm. 26 maja 1953 w Warszawie) – pułkownik Wojska Polskiego.

## Życiorys

### Służba w armii II Rzeczypospolitej
Był synem drukarza Aleksandra i Marii z Witkowskich. Ukończył gimnazjum humanistyczne w Łodzi, a później Szkołę Podchorążych Artylerii w Toruniu. 15 sierpnia 1930 Prezydent RP Ignacy Mościcki mianował go podporucznikiem ze starszeństwem z dniem 15 sierpnia 1930 i 56. lokatą w korpusie oficerów artylerii, a minister spraw wojskowych wcielił do 7 pułku artylerii polowej w Częstochowie. Był dowódcą plutonu, a następnie baterii. Później dowódcą plutonu artylerii piechoty w 31 pułku strzelców kaniowskich w Łodzi. W 1938 został słuchaczem XIX Kursu Wyższej Szkoły Wojennej w Warszawie. Na stopień kapitana został awansowany ze starszeństwem z 19 marca 1939 i 83. lokatą w korpusie oficerów artylerii. Studia przerwał wybuch II wojny światowej. W kampanii wrześniowej walczył, jako oficer zwiadowczy w sztabie 7 Dywizji Piechoty. W czasie walk dostał się do niemieckiej niewoli. Do 1945 przebywał w oflagach.

### Służba w ludowym Wojsku Polskim
Po uwolnieniu z niewoli wrócił do kraju z zamiarem kontynuowania służby wojskowej. W marcu 1945 powierzono mu organizację Państwowego Urzędu Repatriacyjnego na Pomorzu. Po ukończeniu kursu kwalifikacyjnego w Centrum Wyszkolenia Broni Pancernych w Modlinie otrzymał przydział do 27 pułku artylerii samochodowej w Zgierzu. W 1947 był podpułkownikiem. Awansował na zastępcę, a następnie pełniącego obowiązki inspektora broni pancernej Warszawskiego Okręgu Wojskowego, szefa sztabu 1 Korpusu Pancernego w Gdańsku, następnie starszego inspektora wyszkolenia broni pancernej w Oddziale Inspekcji Rodzajów Wojsk, Broni i Służb Głównego Inspektoratu Wyszkolenia Bojowego, awansował do stopnia pułkownika. W lipcu 1952 został zwolniony z wojska.

### Represje
11 sierpnia 1952, niespełna miesiąc po zwolnieniu z wojska, został aresztowany. W śledztwie był psychicznie i fizycznie maltretowany. W procesie tzw. odpryskowym procesu gen. Tatara oskarżony został o kierownictwo konspiracyjnej organizacji oficerów broni pancernej, usiłowanie obalenia władzy ludowej oraz szpiegostwo. Pod wpływem tortur zeznał między innymi, że do konspiracyjnej organizacji działającej w szeregach Odrodzonego WP został (...) wciągnięty (...) przez płk. Skibińskiego. Śledczymi byli kpt. Marian Urbaniak oraz ppłk Edmund Czekała, mjr Mieczysław Wojda i kpt. Anatol Borel.
28 stycznia 1953 Najwyższy Sąd Wojskowy pod przewodnictwem mjr. Teofila Karczmarza skazał płk. Aleksandra Rode na podstawie art. 86 § 1 i 2 KKWP 15 § 2 MKK na karę śmierci (sygn. Sn 2/53). Rada Państwa nie skorzystała z prawa łaski. 26 maja 1953 wyrok został wykonany.
Dokładne miejsce pochówku jest nieznane, prawdopodobnie pochowany w Trojanowie obok Zefiryna Machalli. Grób symboliczny znajduje się w Kwaterze „na Łączce”na cmentarzu Wojskowym na Powązkach (kwatera A 29-półkole I-7).
7 maja 1956 prokurator generalny PRL, Marian Rybicki wręczył rodzinie dokument rehabilitacji.

## Ordery i odznaczenia
- Złoty Krzyż Zasługi (16 kwietnia 1947)[8]
- Srebrny Krzyż Zasługi[3]